# Dúgvan (Zeitung)

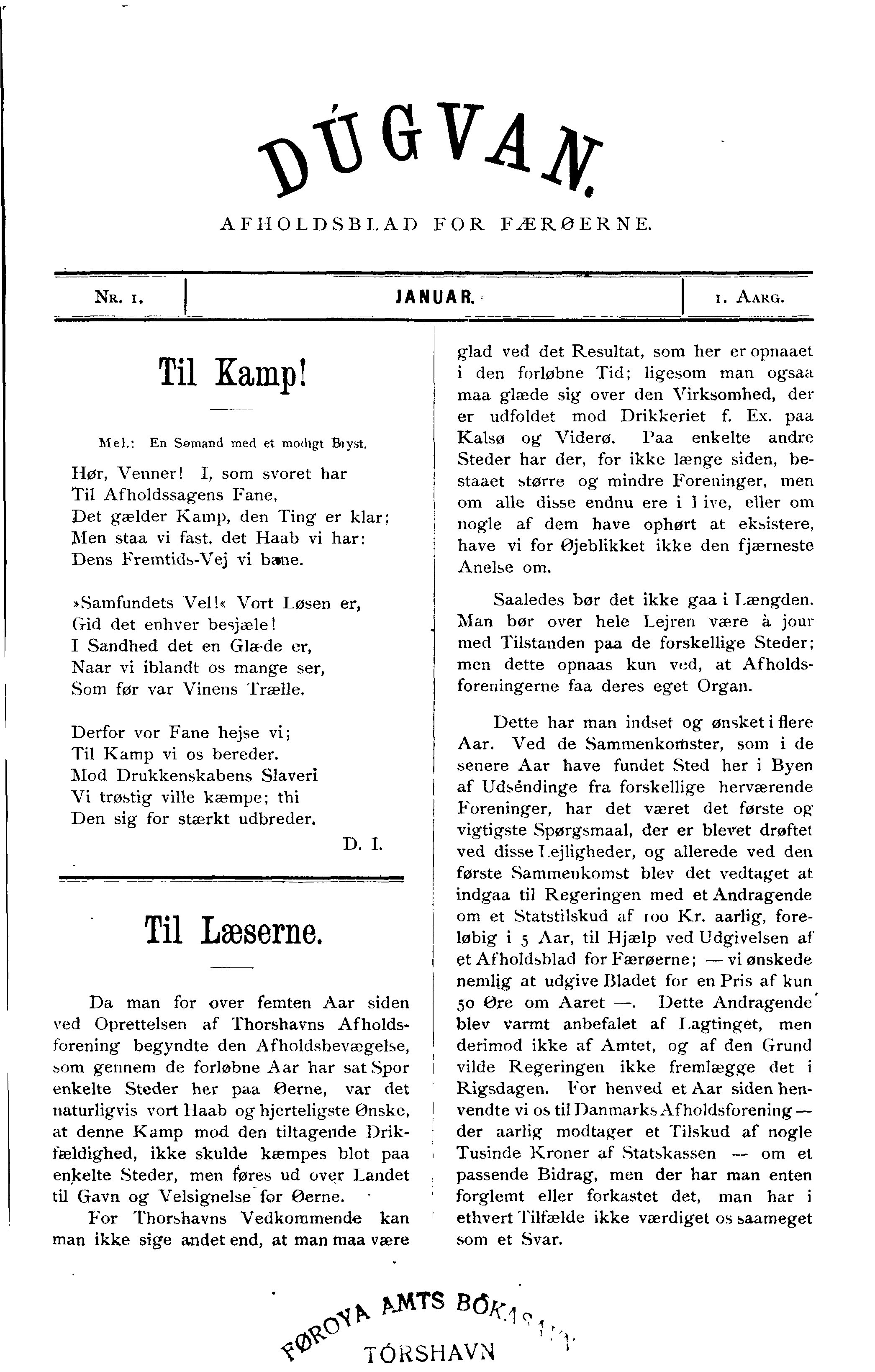
Dúgvan: Titelseite der ersten Ausgabe von 1894

Dúgvan [ˈdɪgvan] (dt. „die Taube“) war eine Monatszeitung auf den Färöern von Januar 1894 bis 1928. Sie erschien in dänischer Sprache mit dem Untertitel Afholdsblad for Færøerne („Abstinenzlerblatt für die Färöer“). 
1941–42 kam eine Zeitung mit demselben Namen heraus, diesmal in färöischer Sprache.

## Chefredakteure
- 1894–1899 P. Jensen
- 1899–1900 Rasmus Christoffer Effersøe
- 1899–1907 Djóni Isaksen
- 1908–1910 Hans Andrias Djurhuus
- 1910–1915 Rasmus Christoffer Effersøe
- 1916–1925 Poul Niclasen